# Nosophora albiguttalis
Nosophora albiguttalis is een vlinder uit de familie van de grasmotten (Crambidae). De wetenschappelijke naam van de soort is voor het eerst gepubliceerd in 1890 door Charles Swinhoe.
De soort komt voor in India, China en Myanmar.